# Ulytaý Fýtbol Klýby
L'Ūlytau Futbol Kluby (in kazako Ұлытау футбол клубы?, meglio noto come Ulytau, è stata una società calcistica kazaka con sede nella città di Jezqazǵan. Ha militato per tre stagioni nella Qazaqstan Prem'er Ligasy, la massima serie del campionato kazako di calcio.

## Storia
Fondata nel 1967 , in seguito al crollo dell'Unione Sovietica ha preso parte al campionato kazako, militando tra il 1993 e il 1997 nella massima serie kazaka. Dopo essere retrocessa seconda serie, nel 1997 la società si è sciolta per motivi finanziari.
Nel 2001, sotto la denominazione di Eńbek, prende parte al campionato di terza serie. Si ritira prima dell'inizio della successiva stagione.
Nel 2023, il club viene rifondato nuovamente, questa volta con la denominazione di Ulytaý, ripartendo dalla Ekinsı Liga, il terzo livello calcistico kazako. Al termine della stagione, si piazza al primo posto nel proprio girone, ottenendo l'accesso alla Birinşi Lïga.

## Cronistoria del nome
- 1967: Fondato come Eńbek
- 1975: Rinominato in Gornıak
- 1980: Rinominato in Jezqazǵanes
- 1991: Rinominato in Mettallurg
- 1992: Rinominato in Metallıst
- 1993: Rinominato in Eńbek
- 1997: Rinominato in Ulytaý
- 2001: Rifondato come Eńbek
- 2023: Rifondato come Ulytaý

## Palmarès

### Altri piazzamenti
- Birinşi Lïga:

Secondo posto: 1995, 2024